# ادی هوباچر
ادی هوباچر (انگلیسی: Edy Hubacher؛ زادهٔ ۱۵ آوریل ۱۹۴۰) ورزشکار بابسلد و پرتاب‌گر دیسک و وزنه و ورزشکار دهگانه اهل سوئیس بود.